# Iglesia de San Alfonso María de Liguori
La iglesia de Sant'Alfonso Maria De' Liguori es una iglesia de Turín ubicada en el subdistrito Campidoglio, en el distrito de San Donato, a las afueras del Borgo Vecchio (Museo de Arte Urbano) del primero.

## Historia
La iglesia, deseada por la creciente población del pueblo (que quería una parroquia de referencia) y por el teólogo Domenico Bongioanni, discípulo de Don Bosco (que pretendía construir un lugar de culto dedicado a San Alfonso), fue proyectada a partir de 1893 por Giuseppe Gallo, y construido de 1896 a 1899 e inaugurado el 26 de noviembre de 1899 en presencia del arzobispo Richelmy.
En 1903-1904 se decoró el cuerpo central, en 1960-1962 se amplió y en 1966 se restauró.
El 13 de julio de 1943, sufrió un bombardeo de la ciudad.
En 1998 se restauró toda la propiedad. En octubre de ese año, el entonces cardenal-arzobispo de Turín Giovanni Saldarini consagró el nuevo altar de mármol y, con él, toda la construcción; en noviembre del año siguiente, su sucesor Severino Poletto clausuró las celebraciones del centenario de la bendición de Richelmy.

## Descripción
El atrio, asimétrico, tiene tres accesos. La fachada, de mampostería revestida con ligero yeso de avellana sobre la que se insertan piezas de piedra, está dispuesta de forma gigantesca con pares de pilastras, rematadas por un importante arco sobre columnas corintias .La planta interna, elíptica, se caracteriza por seis capillas laterales (unidas mediante arcos de medio punto), un ábside profundo y una bóveda de grandes bandas con frisos de estuco que convergen hacia la linterna.
Hay un vía crucis pintado por Luigi Morgari en 1935.